# هاي تشيو

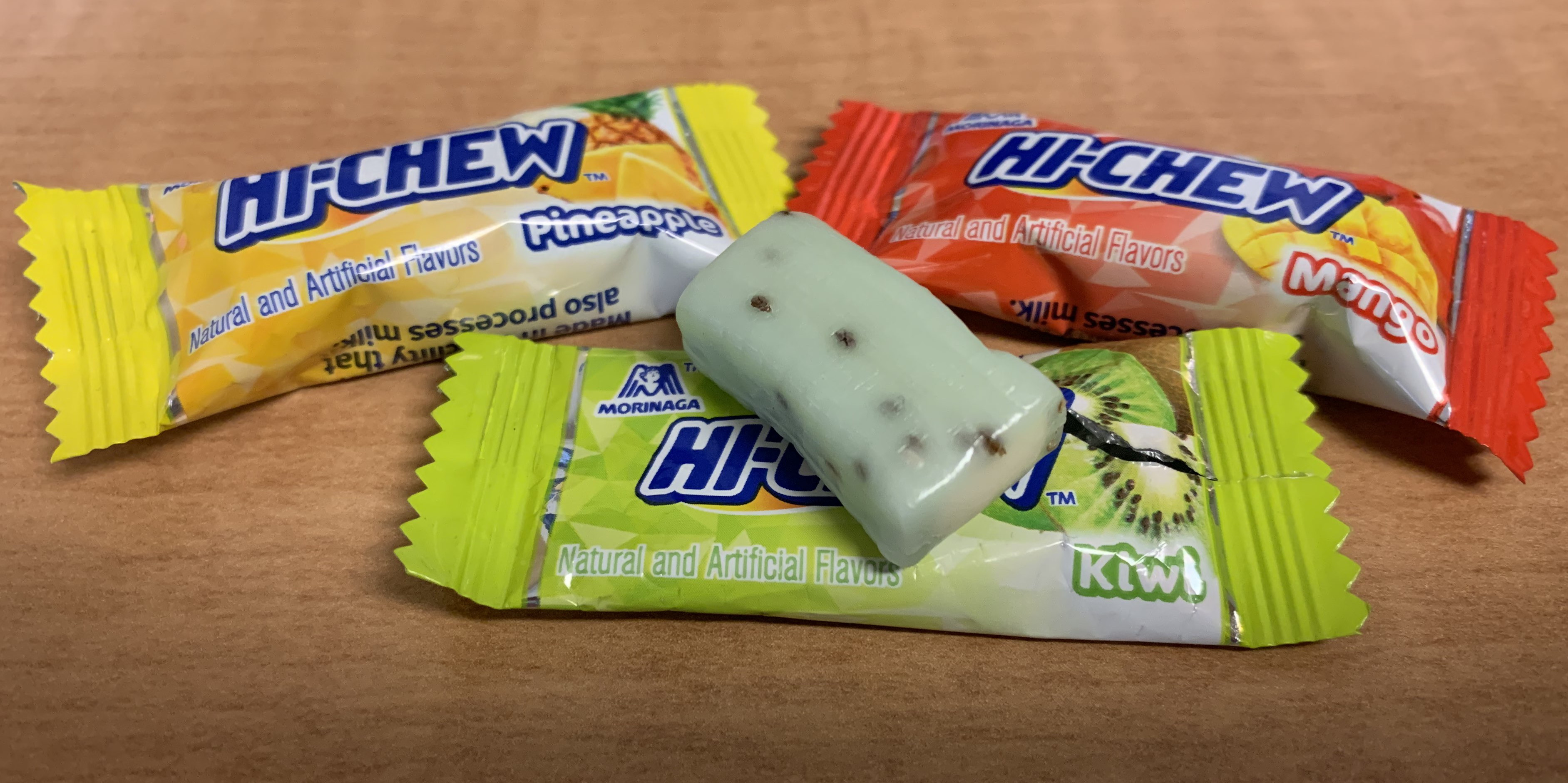
Hi-Chew

هاي تشيو (باللغة اليابانية: ハ イ チ ュ ウ ) (النطق الياباني بالأبجدية العربية: هايتشو ) هي حلوى فواكه يابانية تبيعها شركة موريناغا.

## أصل
تم إصدار حلوى هاي تشيو لأول مرة في عام 1975. أعيد إصدارها في عبوات حلوى ملفوفة بشكل فردي في فبراير عام 1996.
بدأت حلوى هاي تشيو بالأصل عندما سعى تايشيرو موريناغا إلى إنشاء نوع صالح للأكل من العلكة التي يمكن ابتلاعها بسبب المحرمات الثقافية اليابانية التي تمنع إخراج الطعام من الفم.  أنتج تايشيرو موريناغا بالفعل الكراميل. من خلال الجمع بين الكراميل المطاطي والنكهة ، تمكن تايشيرو موريناغا من إنشاء حلوى جديدة تسمى شيوليتس في عام 1931. كان على تايشيرو موريناغا، الذي أعاقت الحرب العالمية الثانية أعماله بشكل كبير ، إعادة بناء شركته من الصفر ، وأعيد تقديم الشيوليتس في شكل هاي تشيو ، كما هي معروف اليوم. 

## سحب السلع
في عام 2008 ، سحب تايشيرو موريناغا بعض منتجاتها الهاي تشيو بسبب شكاوى عثور على مادة تشبه المطاط في الحلوى. تبين أن مصدر هذا جاء من قطعة من قفاز عامل سقطت في وعاء طهي في مصنع هيوغو. 

## روابط خارجية
- موقع Hi-Chew الرسمي (ياباني)
- Hi-chew (الإنجليزية)